# Porphyrosela aglaozona
Porphyrosela aglaozona là một loài bướm đêm thuộc họ Gracillariidae. Loài này có ở New South Wales, Queensland, Victoria và Fiji.
Ấu trùng ăn Desmodium, Glycine, Kennedia (bao gồm Kennedia rubicunda) và Phaseolus (bao gồm Phaseolus atropurpureus, Phaseolus vulgaris và Pueraria montana). Chúng ăn lá nơi chúng làm tổ.